# Distichia acicularis
Distichia acicularis là một loài thực vật có hoa trong họ Bấc. Loài này được Balslev & Laegaard mô tả khoa học đầu tiên năm 1986.